# Deadpool (игра)
Deadpool (с англ. — «Дедпул») — компьютерная игра в категории экшн об одноимённом персонаже комиксов, издаваемых компанией Marvel Comics. Игра разработана компанией High Moon Studios и издана компанией Activision. Сценаристом назначен Дэниел Уэй, который занимается комиксами о персонаже с 2008 года.
Нолан Норт, также ранее работавший с Дэдпулом, занялся его озвучиванием.
Игра вышла 25 июня 2013 года на платформах PlayStation 3, Xbox 360 и Microsoft Windows.
17 ноября 2015 года игра вышла на PlayStation 4 и Xbox One.

## Игровой процесс
Игра является смешением жанров экшн, hack and slash и шутера от третьего лица, где новые комбинации ударов открываются по мере развития навыков персонажа, в данном случае для открытия новых приёмов и навыков требуется убить определённое количество противников. Как и в комиксах — Дэдпул часто разбивает четвёртую стену и общается с игроком напрямую во время игрового прогресса: он часто обсуждает, как хорошо игрок управляет персонажем, а также рассказывает игроку сюжетные данные.
Игровой процесс самого сражения совмещает в себе сочетание парного оружия ближнего и дальнего боя так, как Дэдпул делает это в комиксах. Игроку предоставлена возможность менять оружие и снаряжение персонажа во время игрового процесса. Дэдпул может использовать телепортацию для преодоления коротких дистанций. Персонаж обладает таким же регенерирующим фактором, как и Росомаха, и иногда, по сюжету, он будет распадаться на кусочки при получении серьёзных повреждений.

## Сюжет
Когда Дэдпул проваливает прослушивание в High Moon Studios на роль главного героя игры, он минирует студию, вынуждая их сотрудничать. В качестве актёра озвучивания он нанимает Нолана Норта. Ему дают сценарий игры, однако Дэдпул считает его скучным и начинает править его цветным карандашом.
Согласно сценарию, Дэдпул принимает заказ на ликвидацию коррумпированного медиа-магната Ченса Уайта. Дэдпул проникает в штаб Уайта, убивает всю охрану, что встала у него на пути, хватает Уайта и через окно прыгает в канализацию. Поскольку бой в канализации не был в планах, стоимость разработки игры выходит за обозначенный бюджет. Уайта спасают Мародёры; Дэдпул отправляется в погоню, однако натыкается на первый глюк — следствие недостатка бюджета. По ходу игры Дэдпулу приходится многократно звонить High Moon Studios, принуждая их доработать игру. Убив члена банды Мародёров Арклайта, Дэдпул становится свидетелем встречи Уайта с Мистером Злыднем, по результатам которой Злыдень приказывает Блокбастеру убить Уайта. Осознав, что он больше не может получить награду за контракт, Дэдпул впадает в ярость, убивает Вертиго, нокаутирует Блокбастера и вступает в схватку со Злыднем. Злыдень взрывает тело Дэдпула, кроме головы, оставив последнего регенерировать.
Придя в сознание, Дэдпул видит Людей Икс: Росомаху, Роуг, Псайлок и Домино. Люди Икс заняты борьбой со Злыднем, который захотел захватить мир с помощью армии клонов. Объединившись с ними, Дэдпул летит на «Тёмной птице» в Геношу, убежище Злыдня, однако разбивает самолет. Блуждая по Геноше, Дэдпул сталкивается с Кейблом, который пришёл из будущего, чтобы гарантировать, что план Злыдня не увенчается успехом. Дэдпул, посчитав речь Кейбла скучной, решает прервать беседу выстрелом в свою голову. Снова придя в сознание, он обнаруживает сообщение от Кейбла, призывающее его поторопиться, чтобы не пропустить встречу с «невероятно грудастой» фанаткой. Дэдпул бежит к Кейблу и выясняет, что никакой фанатки нет. Кейбл рассказывает, что Злыдень держит Людей Икс без сознания в башне безопасности. Дэдпул проникает в башню и взрывает её, убивая Злыдня, после чего узнаёт от Кейбла, что это был лишь его клон.
Кейбл убеждает Дэдпула помочь, объясняя, что если мир будет уничтожен, то пропадёт и любимый ресторан Дэдпула. Дэдпул переделывает Стража в летательный аппарат и отправляется в цитадель Магнето, однако случайно врезается в самолёт Роуг. Разбившуюся Роуг похищает Блокбастер, и Дэдпул отправляется к ней на помощь, надеясь соблазнить её. После того, как Дэдпул разбирается с Блокбастером и ещё одним клоном Злыдня, Роуг целует Дэдпула, тем самым поглощая его способность к регенерации, заодно впитывая и 2 других его личности.
В битве с солдатами Злыдня Дэдпул умирает и встречается со своей возлюбленной Смертью. Смерть объясняет, что Злыдень эксгумировал тела мутантов с целью получить их уникальные ДНК, и просит Дэдпула вернуть их страдающие души, чтобы они могли упокоиться. Согласившись, Дэдпул возвращается к жизни и оказывается в катакомбах Геноши с Кейблом и армией Злыдня. Одержав победу в схватке, Дэдпул и Кейбл заваливают вход в катакомбы, срывая тем самым планы Злыдня. Встретившись с Росомахой на поверхности, Дэдпул отправляется в Цитадель, побеждает клонов Мародёров, а затем отряд клонов Злыдня. Вскоре появляется настоящий Злыдень и уничтожает Людей Икс, однако Дэдпул убивает его, направив на него Стража. Дэдпул не уверен, не был ли побеждённый Злыдень очередным клоном. Начинаются титры.

## Разработка и маркетинг
Впервые игра была анонсирована на San Diego Comic-Con International в 2012 году. Анонс представлял собой только трейлер игры, а платформы, на которые будет выпущена игра, не разглашались. Вскоре на официальном сайте издательства Marvel была опубликована статья, написанная от лица самого Дэдпула и подтверждающая информацию о разработке игры нанятой для этого компанией High Moon Studios.
GameSpot выпустила новогоднюю рекламу игры, где Дэдпул поздравляет людей с праздником и рассказывает о предварительном заказе игры, заявив, что выпуск намечен на 2013 год.
Позже, в пресс-релизе, Питер Делла Пенна рассказал, что Дэниел Уэй уже написал сценарий для игры, внося знакомый по комиксам юмор.
Игра была создана на движке Unreal Engine 3, который также использовался разработчиками в Transformers: War for Cybertron и Transformers: Fall of Cybertron.

## Релиз
Релиз игры состоялся 25 июня 2013 года.
Версия для Microsoft Windows была подключена к Steam со всеми достижениями с других платформ.
Издателем на территории бывшего СССР, кроме Латвии, Литвы и Эстонии, выступила компания «Новый Диск», которая также локализировала игру, оставив при этом оригинальное озвучивание (при этом консольные версии игры не подвергались локализации).
На данный момент официально приобрести игру невозможно ни на одной из платформ. Издатель удалил ее из всех цифровых магазинов (Steam, PStore, магазин Xbox) в ноябре 2017 года. Причины такого решения не назывались.

### Предварительный заказ
Игра была доступна для предварительного заказа в таких магазинах, как Amazon, EBGames и GameStop. При предзаказе через Amazon предлагалась возможность получить кредит в виде 5 долларов или 3 фунтов, которые можно было потратить на различные комиксы компании Marvel Comics, а также заказчик получал цифровые обои. После предзаказа через GameStop и EBGames можно было загрузить два дополнительных уровня, которые были доступны в режиме испытаний, а также два бонусных костюма для персонажа.

## Критика
| Сводный рейтинг       | Сводный рейтинг                           |
| Агрегатор             | Оценка                                    |
| --------------------- | ----------------------------------------- |
| GameRankings          | (X360) 65,76 % (PS3) 65,62 % (PC) 64,29 % |
| Metacritic            | (X360) 64/100 (PC) 64/100 (PS3) 60/100    |
| Иноязычные издания    |                                           |
| Издание               | Оценка                                    |
| GameSpot              | 5,5 / 10                                  |
| IGN                   | 6 / 10                                    |
| Joystiq               | [ 27 ]                                    |
| Русскоязычные издания |                                           |
| Издание               | Оценка                                    |
| Absolute Games        | 65 %                                      |
| Riot Pixels           | 60/100                                    |

На выставке Gamescom 2012 журналистам была показана ранняя демо-версия игры, которая получила номинацию «лучшая из показанных». Несколько веб-сайтов, такие как Joystiq и GameSpot, написали положительные отзывы о демо.
Absolute Games поставили оценку в 65 %, заметив, что игра воспринималась бы легче, будь она ещё короче.